# Vira Blåtira
Vira Blåtira er en sodavand, der oprindelig blev produceret og markedsført af bryggeriet Falcon i 1980'erne. Sodavanden har blå farve og smager af tutti frutti (også beskrevet som skumbanan). Den blev lanceret i 1984. Samtidigt lanceredes Halla Ballou, Kiviga Kruse, Hicka Persika og Halka Banalka.
1986 var Vira Blåtira Sveriges sjette mest solgte sodavand, men 1988 blev den taget af markedet. Den blev relanceret i 1997, men havde ikke større succes, så to år efter røg den ud igen. 
I 2010 blev produktionen genoptaget af Vasa Bryggeri.